# داني بوترايت
داني بوترايت (بالإنجليزية: Danni Boatwright)‏ هي عارضة أمريكية، ولدت في 13 يوليو 1975 في تونغانوكسي في الولايات المتحدة.

## وصلات خارجية
- داني بوترايت على موقع IMDb (الإنجليزية)
- داني بوترايت على موقع قاعدة بيانات الفيلم (الإنجليزية)